# Heliodoro Vásquez
Heliodoro Vásquez (Soacha, Cundinamarca, Colombia; 14 de marzo de 1951) es un exfutbolista colombiano que se desempeñó como defensor y jugó en Independiente Santa Fe y en el Cristal Caldas. Con Santa Fe, Vásquez fue campeón del Fútbol Profesional Colombiano en 1971 y 1975. Además, su primo hermano Bernardo Chía también fue futbolista profesional y jugó y fue campeón con Santa Fe. 

## Trayectoria

### Inicios
Heliodoro Vásquez nació en el municipio de Soacha, un pueblo muy cercano a Bogotá; en el departamento de Cundinamarca. A los 8 años de edad se fue a vivir con su familia a la ciudad de Cali. Allí, empezó a jugar fútbol. Luego volvió a su natal Soacha, y jugó en varios equipos y en la Selección Cundinamarca. Después, pasó a las divisiones inferiores de Independiente Santa Fe.

### Independiente Santa Fe
En el año 1971, Heliodoro debutó como futbolista profesional con la camiseta de Santa Fe, tras haber jugado en las divisiones inferiores. En su primer año, fue titular en varios partidos y jugó buenos partidos. Al final de ese año, Santa Fe se coronó campeón del Fútbol Profesional Colombiano por quinta vez en su historia, y el soachuno fue uno de los destacados junto a grandes jugadores como Alfonso Cañón, Víctor Campaz, Walter Moraes "Waltinho" y Wálter Sossa. Un año después, en 1972; Vásquez jugó por primera vez en su carrera la Copa Libertadores de América y jugó algunos partidos. La etapa del defensor en el equipo cardenal, fue hasta finales del año 1973.

### Cristal Caldas
Luego de una etapa exitosa en Independiente Santa Fe, Vásquez se fue del equipo de la ciudad de Bogotá a jugar al Cristal Caldas de Manizales. En el equipo caldense, jugó algunos partidos; por lo que volvió a  Santa Fe.

### Regreso a Santa Fe
Para el año 1975, el jugador soachuno regresó a Independiente Santa Fe. Sin embargo, en su regreso jugó algunos minutos en la segunda parte del año. Al final de aquel año, el equipo cardenal se coronó campeón del Fútbol Profesional Colombiano por sexta vez en su historia y Vásquez fue uno de los integrantes de la nómina que tenía a grandes jugadores como Alfonso Cañón, Ernesto "Teto" Díaz, Héctor Javier Céspedes, su primo hermano Bernardo Chía, Juan Carlos Sarnari y Carlos Alberto Pandolfi. A finales de ese año, Heliodoro se retiró del fútbol profesional. 

## Clubes
| Club                        | País     | Año              |
| --------------------------- | -------- | ---------------- |
| Club Independiente Santa Fe | Colombia | 1971-1973 y 1975 |
| Cristal Caldas              | Colombia | 1974             |

## Palmarés

### Campeonatos nacionales
| Título           | Club     | País     | Año  |
| ---------------- | -------- | -------- | ---- |
| Primera División | Santa Fe | Colombia | 1971 |
| Primera División | Santa Fe | Colombia | 1975 |